# Map World
Map World — бесплатный китайский картографический сервис, запущенный Государственным бюро геодезии и картографии Китая. Проект является аналогом американского картографического сервиса Google Maps.
Сервис позволяет просматривать карту мира в трёх режимах: трехмерный, вид со спутника и карта. Особенно хорошо реализованы карты Китая.